# Aphamartania maculipennis
Aphamartania maculipennis là một loài ruồi trong họ Asilidae. Aphamartania maculipennis được Macquart miêu tả năm 1838.